# Ribadeva
Ribadeva (asturià: Ribedeva) és un conceyu de la Comunitat Autònoma del Principat d'Astúries. Limita al nord amb el mar Cantàbric, al sud amb Peñamellera Baja, a l'oest amb Llanes i a l'est amb Cantàbria mitjançant el riu Deva. Part del seu territori està inclòs en diferents figures de protecció com són per exemple el Paisatge Protegit de la Sierra del Cuera y el Paisatge Protegit de la Costa Oriental d'Astúries.).

## Història

### Prehistòria
La presència de vida humana en la zona es remunta a l'època paleolítica. D'aquesta etapa històrica són els jaciments descoberts a les coves de Mazaculos i la d'Espinoso situades a les proximitats de la desembocadura del riu Cabra. A la cova de Tinamayor es va trobar una cloïssera i als voltants de Pimiango es troba la famosa cova del Pindal on apareixen gravats i pintures d'animals com bisonts, cavalls, cérvols, peixos i mamuts.
De l'etapa epipaleolítica són els jaciments de Las Covariellas, Tina i Tronía. A més a aquest període correspon el desaparegut soterrament del Molí de Gasparín, troballa amb connotacions de ritual funerari, i en el qual també s'han trobat tres pics asturians, el que relaciona els descobriments amb l'etapa asturiana. Del Neolític són un as de pedra lluentada trobada al Covacho del Cazarru i els túmuls funeraris de La Jayuquera (Villanueva), del Trabe i de Bojes.
De l'edat del bronze i de ferro poc o gens es pot afirmar, només la presència en la zona de orgenomescs, que era un poble càntabre. En l'època de la reconquesta les gents de la zona es van unir amb les tropes cristianes en la seva lluita contra la invasió musulmana.

### Edat mitjana
En l'alta edat mitjana el concejo, juntament amb Llanes, forma part de la regió Premoriense. D'aquest període, concretament del segle x apareix esmentat el temple de Santa María de Tina a Piamango, en la qual s'han localitzat una necròpoli i restes d'altra edificació que es creu pertanyien als primers temps de la reconquesta.
El primer esment de Ribadedeva com a entitat pròpia dintre d'Astúries, és un document de 1157, de l'arxiu de San Salvador de Celorio i un altre de 1169 de la mateixa procedència, que parla d'un tal Gómez, tinent d'Aguilar (actual Llanes) i Ribadedeva. Després de la unió dels regnes de Lleó i Castella en 1230 sota mandat de Ferran III de Castella el territori de la Vall de Ribadedeva, juntament amb la Vall de Peñamellera, és separat del regne de Lleó (Astúries) i agregat a terres de la corona de Castella (Cantàbria), concretament a la merindad d'Asturias de Santillana, encara que eclesiàsticament encara depenia d'Oviedo. Aquesta situació es mantindrà fins a 1833.
En 1376 el rei Alfons XI de Castella concedeix al poble certs privilegis, atorgant-li el poder de triar els seus càrrecs concejiles i els seus propis jutges. Cap als segles xiii i xiv se situa la construcció de la torre de Noriega, exponent màxim del poder senyorial que exercien la família Noriega en el concejo. En 1517 es té constància del pas de l'emperador Carles I d'Espanya per la capital Colombres, i de la qual va recollir el cronista Laurent Vital com a "mal llogaret o cabañal".

### Edat moderna

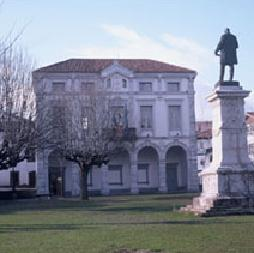
Ajuntament de Rivadedeva

A l'edat moderna Ribadedeva forma part del corregiment de les quatre viles de la Costa de la Mar, i a partir de 1749 del partit del Bastón de Laredo, tenint representació en les juntes Càntabres de 1778 a 1815.
En el segle xviii rep el concejo el nom de Real Valle de Ribadedeva sent els seus habitants "gentilhomes" no sotmesos a cap senyoriu. El govern s'exercia en cada poble que convocava el seu propi concejo i nomenava un regidor depenent de la Justícia ordinària. D'aquesta manera s'organitzava la vall administrativament, a més cal destacar el privilegi que té el concejo amb l'exempció del pagament d'alcabales. La guerra de la Independència va tenir una gran repercussió en tota la zona, establint l'exèrcit asturià la seva línia de defensa en els rius Deva i Pesués sota la mà del general Francisco López Ballesteros. Aquesta defensa va ser atacada pel general francès Bonet, franquejant-la i envaint la zona ràpidament. Les guerres Carlines també van tenir la seva part d'història en el concejo assentant-se en la zona les partides del coronel Arroyo i de Florez.

### Seglexixfins ara
L'esdeveniment històric més rellevant d'aquest segle és l'agregació a Astúries, segregat de Cantàbria, dels territoris de Ribadedeva en 1833, un any més tard sol·liciten amb la vall de Peñamellera el reingrés en la Província de Santander petició que serà denegada. constituint-se aquest mateix any el primer ajuntament sota dependència de la província d'Oviedo.
A partir de mitjans d'aquest segle comencen a efectuar-se les emigracions ultramarines a Amèrica, aconseguint grans fortunes que reinvertirien en millores urbanístiques i de serveis bàsics dels pobles. Al començament del segle xx s'uneixen les línies ferroviàries que uneixen Astúries amb Cantàbria i es milloren les carreteres. Durant la república el concejo queda en mans del front popular, fins que es produïx l'alçament militar que origina la guerra civil espanyola i que té la seva repercussió en el concejo amb l'entrada de les tropes nacionals en la zona al setembre de 1937. En 1948 la platja de La Franca va ser escenari de l'emboscada i posterior assassinat dels guerrillers Corsino i Eduardo Castiello.

## Geografia

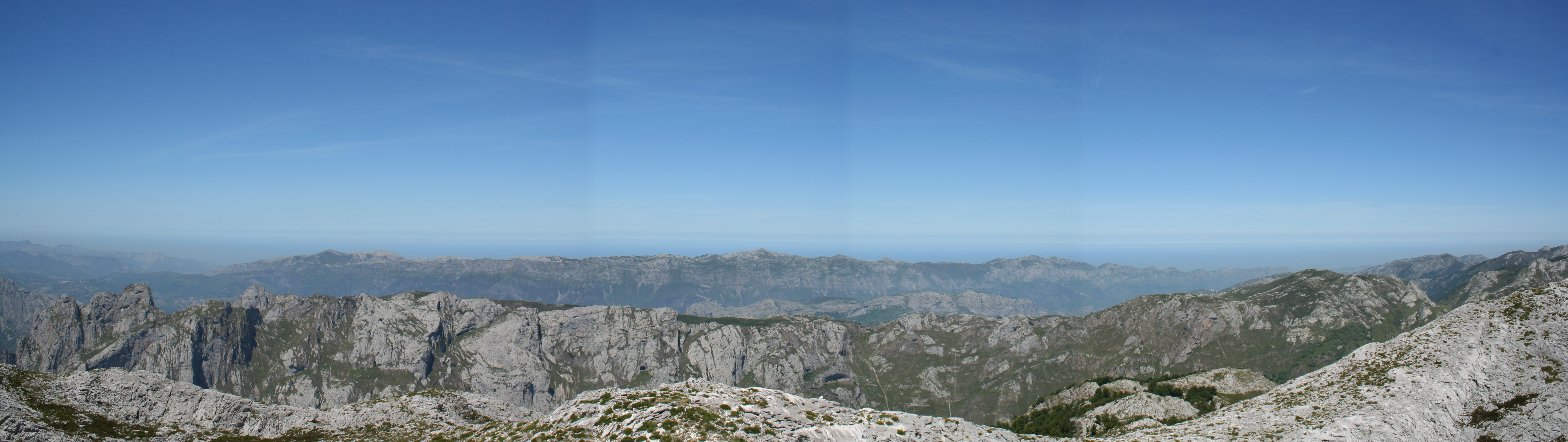
Panoràmica de la Sierra del Cuera

Geològicament parlant, Ribadedeva presenta terrenys areniscs per la zona de Pimiango corresponent a l'era mesozoica, també presenta en la serra de Tina conglomerats quarsos, arenisca vermella i calcària. Els materials més abundants de la zona són manganès, ferro, plom i cinc.

### Orografia
Des del punt de vista orogràfic el concejo està dividit per tres sistemes muntanyencs. La serra de Cuera amb el Pic Jana en l'extrem oriental i el Tabladiellu en l'occidental, més al nord ens trobem amb la serra de García en la part de la qual oriental es troba la capital Colombres. I limitant amb el mar tenim la serra de Tina en el qual destaca el Pic del Cañón damunt de la ria de Tinamayor per la seva banda oriental. Des d'aquest punt i fins a la ria de Santiuste en el seu límit amb Llanes, s'estenen 9,5 km de costa i penya-segats.

### Hidrografía
Dintre del seu xarxa hidrogràfica destaquen en Ribadedeva dos rius. El riu Cabra, que neix a la serra de Cuera i serveix de límit amb el concejo veí de Llanes, desembocant en el Cantàbric per la ria de Santiuste. I el riuc Deva, que ens assenyala el límit oriental del concejo amb Cantàbria i desemboca al mar per la ria de Tinamayor. Altres accidents fluvials del concejo són el riu Ahijo que dona les seves aigües al Cabra, i el rierol de Salcea que flueix al Deva.

### Climatologia

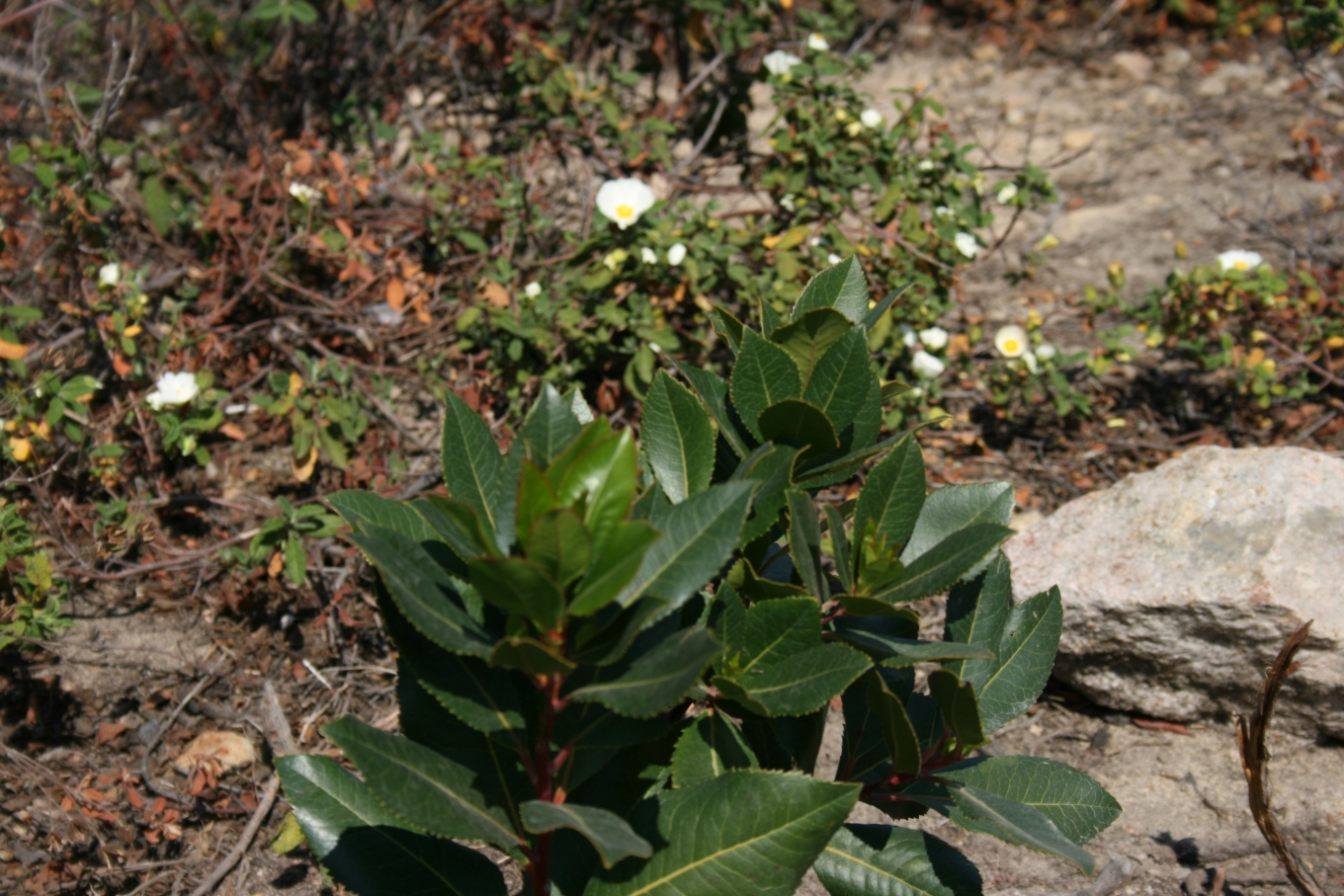
arboç jove

El clima és oceànic, temperat i plujós, mostrant-nos una gran suavitat en les temperaturas, no sobrepassant la mitjana estiuenca els 20 °C, ni descendint dels 10 °C de temperatura mitjana en hivern, sent les boires marines persistents en bones èpoques de l'any.

### Flora i fauna
Quant a la seva vegetació cal dir que predomina la forest d'eucaliptus sobre les altres espècies, encara que també es poden contemplar boscos riberencs, alzina, arboç i arítjol. De la seva fauna destacarem la fluvial, sent el Deva un dels rius salmoneros de la regió, podent-se veure igualment truites a tots ells.

### Platges
El concejo de Ribadedeva compta amb unes platges totes elles al Paisatge Protegit de la Costa Oriental d'Astúries, igual que els contraforts orientals de la serra de Cuera, molt a prop.
Les platges són: La Franca, Mendía, El Oso i El Vivero.

## Parròquies
El concejo de Ribadedeva està dividit en 3 parròquies rurals: 
- Colombres
- Noriega
- Villanueva
- Són compostes pels pobles: Boquerizo, Noriega, Villanueva, Andinas, Vilde, Bustio, Colombres, El Peral, Pimiango, La Franca y Bojes.

## Evolució demogràfica
Ribadedeva no va ser una excepció, demogràficament parlant, dintre dels concejos orientals del Principat, pel que també sofriria els avatars de l'emigració, primer a terres americanes i més tard a Europa central i les zones centrals més industrials d'Astúries. Així des que en la dècada dels 30 es va produir la cota màxima de la població amb 3.424 habitants, la perduda gradual de la població ha estat constant i progressiva, deixant el concejo actualment amb una baixa densitat de població i un tipus de poblament marcadament concentrat, sent Colombres el nucli més habitat

## Economia
Econòmicament parlant el sector primari és el qual predomina en tot el concejo, emprant a un total del 45,5% de la població activa. La ramaderia és l'activitat principal del sector, i l'estabulació bovina és orientada a la producció làctia la principal ocupació. La pesca està representada en la ria de Tinamayor on resideix un petit port pesquer amb una desena d'embarcacions, agrupades amb els seus veïns d'Unquera en la cooperativa de Tinamayor, que compta amb una moderna llotja. El sector secundari i el de la construcció representen al 17,08% de les ocupacions locals, majoritàriament agrupats entorn de l'edificació i obres públiques, sent important per al concejo també la fàbrica de productes lactis que hi ha en el concejo situada an La Perera.
El sector terciari dels serveis és l'únic que segueix una tendència a l'alça amb un 37,42% de les ocupacions, gràcies sobretot a la puixança actual del turisme, contant el concejo amb unes bones infraestructures, tant d'hotels, com de restaurants i de càmpings. Un destacamento important del concejo és la fundació "Arxiu d'Indianos" localitzada en Colombres.

## Política
En el concejo de Ribadedeva, des de 1979, el partit que més temps ha governat ha estat el PSOE, que ho fa ja des de l'any 1991 ininterrompudament (vegeu Llista d'alcaldes de Ribadedeva). L'actual alcalde és el socialista Alejandro Reimóndez, qui governa amb majoria absoluta.
|      | PSOE | PP | Altres | Total |
| ---- | ---- | -- | ------ | ----- |
| 2003 | 6    | 3  | 0      | 9     |
| 2007 | 7    | 2  | 0      | 9     |

## Personatges il·lustres
- Felipe Matarranz González, guerriller antifranquista.